# Ross-Ade Stadium
Das Ross-Ade Stadium ist ein College-Football-Stadion auf dem Campus der Purdue University in der US-amerikanischen Stadt West Lafayette, Tippecanoe County, im Bundesstaat Indiana. Es ist die Heimat der NCAA-College-Football-Mannschaft der Purdue Boilermakers (Big Ten Conference). Es bietet gegenwärtig 57.236 Plätze.

## Geschichte
Der Bau der Sportstätte in der Nordecke des Campus begann am 2. Juni 1924. Rund ein halbes Jahr später konnte die Eröffnung begangen werden. Es wurde errichtet, um das 1892 gebaute Stuart Field als Spielstätte des Footballteams der Boilermakers abzulösen. Die Anlage für 237.500 US-Dollar mit anfänglich 13.500 Plätzen (inklusive 5.000 zusätzlichen Stehplätzen) trägt die Namen der größten Spendern, Alumni David E. Ross und George Ade, des Stadions. Am 22. November, am Tag der Eröffnung, trafen die Purdue Boilermakers auf die Rivalen der Indiana Hoosiers der Indiana University Bloomington in Bloomington. Die Partie gewannen die Hausherren mit 26:7. In seinem Bestehen wurde das Ross-Ade Stadium mehrmals ausgebaut. An der nördlichen Endzone wurde 1930 eine Betontribüne errichtet. Mit ihr stieg das Platzangebot auf 23.074. Von dessen Fertigstellung bis in die späten 1940er Jahre wurde das Ross-Ade-Stadium durch temporäre Tribünen auf dem Oberrand des Stadions erweitert. Diese wurden 1949 abgebaut und durch Stahltribünen ersetzt. Nun bot die Heimstätte der Boilermakers 51.295 Plätze. Im Jahr darauf ergänzte man den Westrang um eine Pressetribüne. 1955 ersetzten Stahltribünen die zeitweilig aufgestellten Ränge und brachten das Fassungsvermögen auf 55.500 Besucher. Im Jahr 1957 wurde die um das Spielfeld führende Aschenbahn entfernt und Zäune vor den Tribünen aufgestellt. 
1964 folgte die Absenkung des Spielfeldes um sieben Fuß (rund 2,13 Meter), was den Bau von 13 neuen Sitzreihen ermöglichte und die Kapazität auf 60.000 steigerte. Zusätzlich wurden neue Wege von den Umkleidekabinen zum Spielfeld angelegt. 1968 wurden die letzten temporären Ränge am Nordende durch permanente Sitzplatzränge getauscht. Des Weiteren wurde die Pressetribüne um eine Ebene erweitert und am Südende eine neue Anzeigetafel aufgestellt. Zur Saison 1969 bot das Ross-Ade Stadium 68.000 Plätze. Das höchste Fassungsvermögen erreichte es 1970 mit 69.200 Plätzen, als das Südende noch einmal um 1.200 Plätze aufgestockt wurde. 
1975 wurde das Spielfeld mit einem Drainage-System für ca. 125.000 US-Dollar ausgestattet. Die größte Zuschauerkulisse im Stadion versammelte sich am 22. November 1980 mit insgesamt 71.629 Besuchern zum Spiel gegen die Indiana Hoosiers. 1985 wurde die Umkleidekabine des Heimteams unter der Osttribüne renoviert. Für die Gästemannschaft wurde in der Südwestecke der Sportarena eine neue Umkleide gebaut. Für eine Mio. US-Dollar wurde 1990 die alte Anzeigetafel gegen eine elektronische Anlage gewechselt. Die Nordseite erhielt eine kleine Tafel für Spielstände. Die 1957 errichteten Zäune wurden 1994 entfernt und die dortigen Gehwege mit Rasen bepflanzt. Nach nur sieben Jahren wurde die elektronische Anzeigetafel durch einen drei Mio. US-Dollar teuren JumboTron von Sony ersetzt. 
Von 2001 bis 2003 wurde das Ross-Ade Stadium einer Renovierung mit Kosten von 70 Mio. US-Dollar unterzogen, um die Sportstätte fanfreundlicher und attraktiver zu machen. Dabei sank das Angebot von 67.332 auf 62.500 Plätze. 2002 bot es zwischenzeitlich auf den Tribünen 66.295 Plätze. 2006 wurde der Rasen des Spielfeldes aus Kentucky Bluegrass gegen einen aus Bermuda Grass, der tiefer wurzelt und kälteresistenter ist, ausgetauscht. Das Ross-Ade Stadium war die erste Spielstätte der Big Ten Conference mit dieser Grassorte. Im Jahr darauf wurde an der südlichen Endzone eine 1,7 Mio. US-Dollar teure Video-Anzeigetafel von Daktronics mit den Maßen 20,73 × 9,45 Meter (68 × 31 Fuß) installiert. 2014 wurden am Südende 6100 Plätze abgebaut. Der Platz soll für geplante Umbauten genutzt werden. Seitdem fasst das Stadion der Purdue University 57.236 Zuschauer. Die letzten verbliebenen Blöcke des Originalbaus, die Abschnitte 101, 102 und 103 in der südöstlichen Ecke sowie die Abschnitte 127, 128 und 129 in der südwestlichen Ecke wurden 2016 für 2,8 Mio. US-Dollar ersetzt. 2017 wurde eine permanente Flutlichtanlage für 5,6 Mio. US-Dollar installiert. Die Anzeigetafel an der südlichen Endzone wurde 2020 durch eine deutlich größere (150-feet, 4-inches × 56-feet, 9-inches) Anzeige mit HDR Fähigkeit ersetzt. Außerdem wurde das Stadion nach der Saison 2022 erneut renoviert. Dabei wurde ein neuer Tunnel (Tiller Tunnel) in der nordöstlichen Ecke errichtet und die südliche Endzone neu ausgebaut, was die Gesamtkapazität des Stadions noch einmal deutlich erhöht hat.